# António Sousa Pereira
António Sousa Pereira (Ramalde, Porto, 17 de outubro de 1961) é um professor universitário, médico e actual reitor da Universidade do Porto.

## Biografia
Entrou em medicina na Universidade do Porto em 1979, concluindo a licenciatura em 1985. Em 1987 concluiu o Internato com passagens pelas áreas de obstetrícia, ginecologia e cirurgia.
A sua atividade pedagógica começou com a admissão como monitor na cadeira de Anatomia Médico Cirúrgica do Instituto de Ciências Biomédicas Abel Salazar em setembro de 1986.
Depois de um hiato no ensino entre 1988 e 1990 para cumprir serviço militar, foi contratado como assistente da cadeira de Anatomia Sistemática no Instituto de Ciências Biomédicas Abel Salazar, iniciando assim a sua atividade regular de docência. Na mesma altura, entre 1990 e 1991, foi eleito membro da Assembleia da Universidade do Porto em representação do corpo de assistentes.
Em 1993 defendeu a tese de doutoramento – intitulada “Bases anatómicas da depuração pleural – estudo experimental”.
Em abril de 2018 foi eleito para o cargo de Reitor da Universidade do Porto.
Obs.: Houve um cirurgião homónimo (1904-1986) que foi lente de Medicina e também Reitor da UP (1969-1974).